# Novogrigórivka (Bilohirsk)
|  | Per a altres significats, vegeu «Novogrigórivka». |

Novogrigórivka (en (ucraïnès): Новогригорівка, en rus: Новогригорьевка, Novogrigórievka) és un poble de la República Autònoma de Crimea a Ucraïna, que el 2014 tenia 153 habitants. Pertany al districte de Bilohirsk.